# Talipariti archboldianum
Talipariti archboldianum är en malvaväxtart som först beskrevs av Borss. Waalk., och fick sitt nu gällande namn av Paul Arnold Fryxell. Talipariti archboldianum ingår i släktet Talipariti och familjen malvaväxter. Inga underarter finns listade i Catalogue of Life.

## Bildgalleri

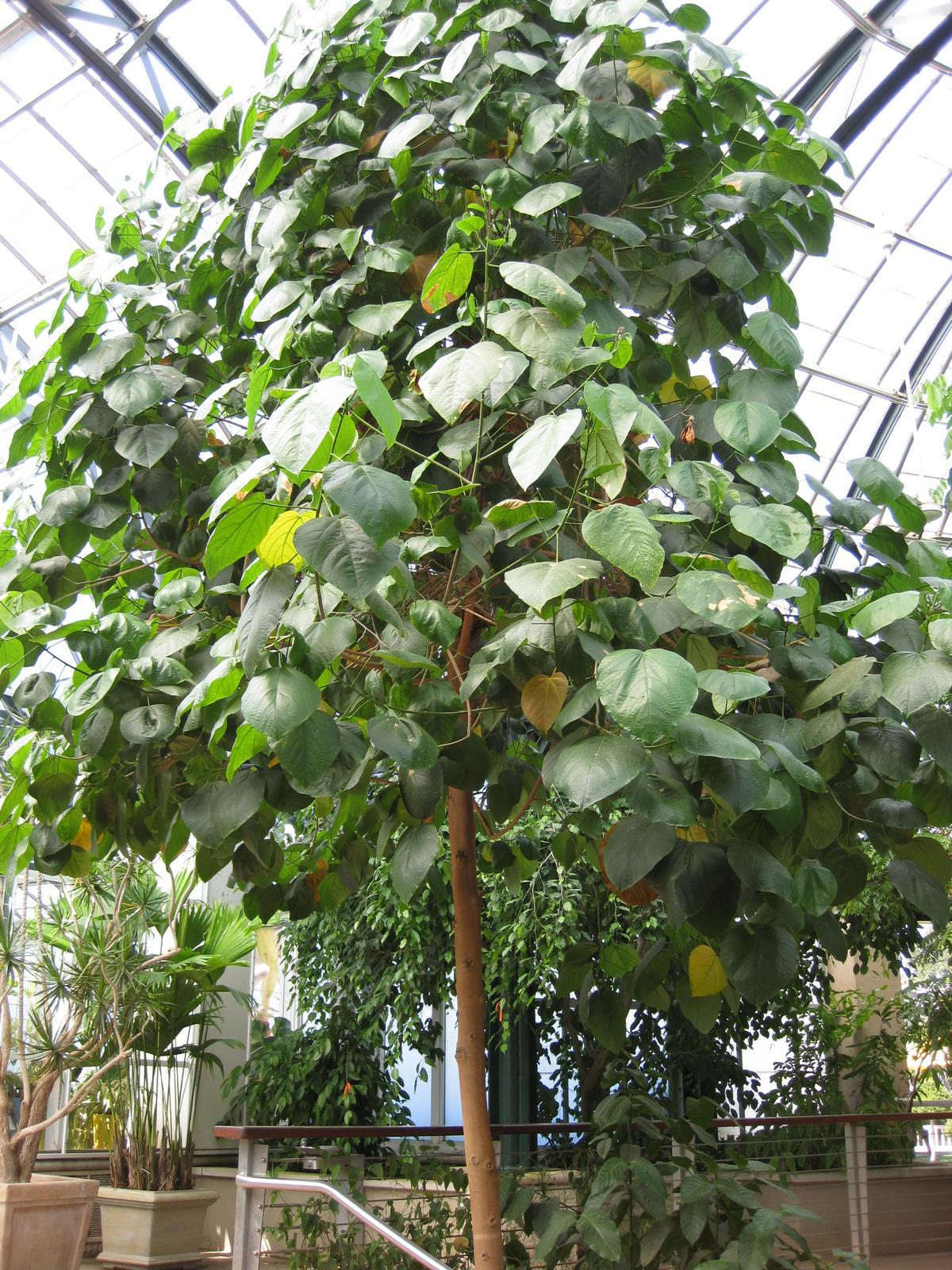
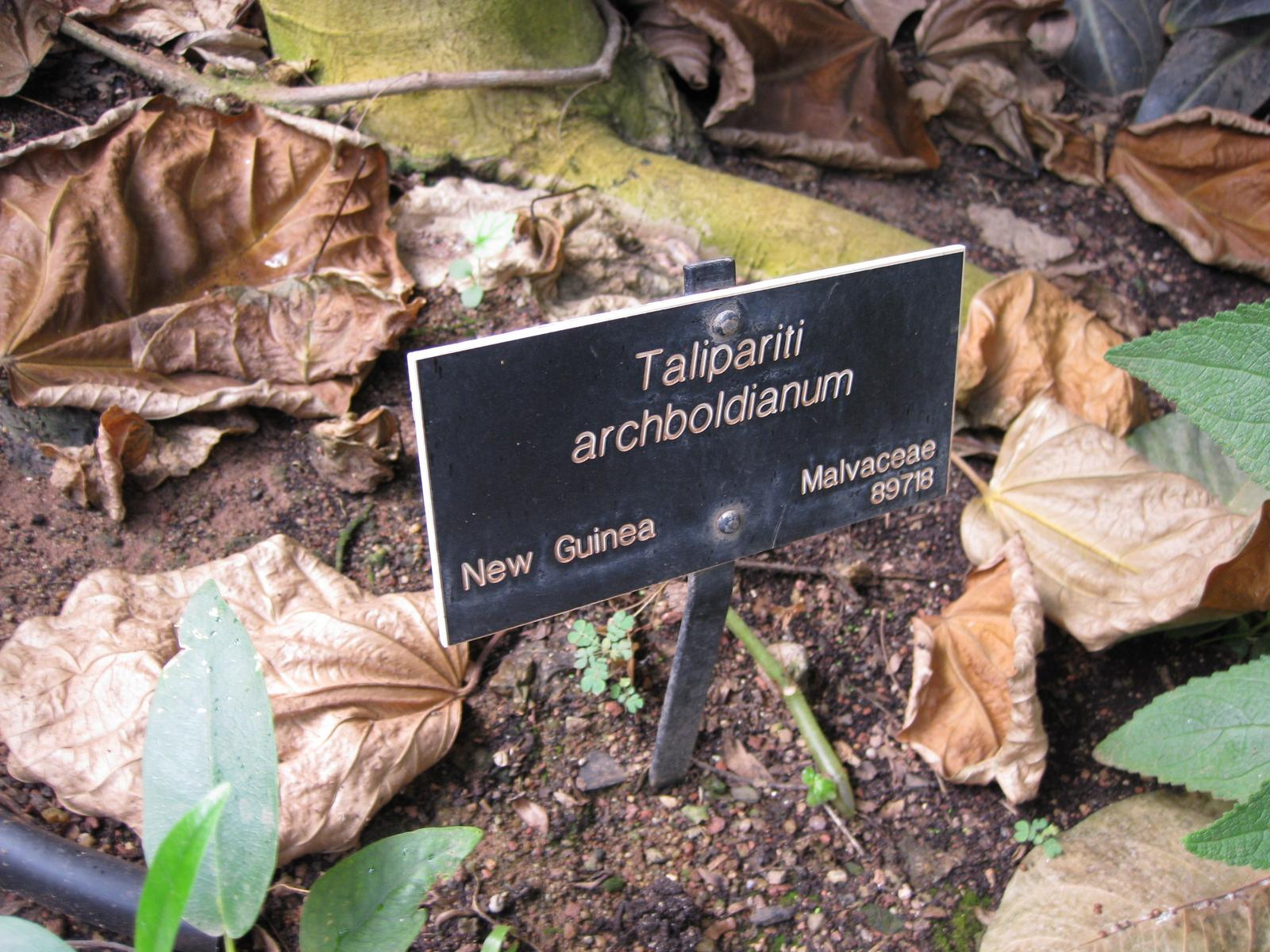